# Келлерман, Бертольд
Кристоф Фридрих Бертольд Келлерман (нем. Christoph Friedrich Berthold Kellermann; 5 марта 1853, Нюрнберг — 14 июля 1926, Мюнхен) — немецкий пианист.

## Биография
Учился в нюрнбергской музыкальной школе Лины Раман и Иды Фолькман. В 1872—1878 годах регулярно приезжал в Веймар для занятий под руководством Ференца Листа. В 1877 году подготовил в Берлине исполнение оратории Листа «Христос», которое, однако, было запрещено автором, заявившим Келлерману, что враждебно настроенные к Листу критики не преминули бы по случаю такого концерта полностью разрушить репутацию молодого музыканта. В 1875—1876 годах преподавал в Новой Академии музыки, затем в 1876—1877 годах в Консерватории Штерна. В 1878 году по рекомендации Листа отправился в Байройт в качестве учителя музыки для детей Рихарда Вагнера, дирижировал также симфоническими концертами Байройтского музыкального общества, в 1880 году получил звание придворного пианиста герцога Вюртембергского. В 1882—1921 годах преподавал в Мюнхенской высшей школе музыки, в 1919—1920 годах был её директором; среди учеников Келлермана, в частности, Телемак Ламбрино, Ханс Рор и Генрих Каспар Шмид.
Воспоминания Келлермана (нем. Erinnerungen – Ein Künstlerleben), в значительной степени посвящённые Листу, преданность которому он сохранил на всю жизнь, были изданы посмертно в 1932 году сыном Келлермана Гельмутом, дирижёром и композитором. Дочь Келлермана Хермина, художница-акварелистка, вышла замуж за художника Петера Эмиля Рехера.